# Gornji Kozji Dol
Gornji Kozji Dol (cyr. Горњи Козји Дол) – wieś w Serbii, w okręgu pczyńskim, w gminie Trgovište. W 2011 roku liczyła 257 mieszkańców.